# Marie-Luise Heuser
Marie-Luise Heuser (auch Heuser-Keßler; * 7. Juni 1954 in Bensberg) ist eine deutsche Philosophin.

## Leben
Heuser studierte Philosophie, Geschichte, Physik und Mathematik. Während ihres Studiums arbeitete sie als wissenschaftliche Hilfskraft des Technikhistorikers Wolfgang König im Verein Deutscher Ingenieure. Nach dem Ersten Staatsexamen folgte die Promotion bei Wolfram Hogrebe und Alois Huning an der Universität Düsseldorf mit einer Arbeit zu Schellings Naturphilosophie und das neue Paradigma der Selbstorganisation in den Naturwissenschaften. Ab 1986 lehrte sie an den Universitäten Düsseldorf und Heidelberg. Von 1993 bis 1995 war sie Wissenschaftliche Mitarbeiterin im Sonderforschungsbereich 230 Natürliche Konstruktionen der Universität Stuttgart zusammen mit Hermann Haken, Arne Wunderlin und Frei Otto, wo sie die Geschichte des Begriffs der Selbstorganisation erforschte. Im Universitätsklinikum Düsseldorf erarbeitete Heuser die Psychiatriegeschichte der Düsseldorfer Klinik vor dem Hintergrund der allgemeinen Psychiatriegeschichte.
Von 2002 bis 2015 war sie Wissenschaftliche Mitarbeiterin am Seminar für Philosophie der Technischen Universität Braunschweig. Dort leitete sie von 2005 bis 2010 die transdisziplinäre Vortragsreihe „Kultur und Raumfahrt“, in der über sechzig Referenten ein deutschlandweites, breites Spektrum aus den Kultur- und Raumfahrtwissenschaften vertraten sowie Künstler und Literaten sprachen. Zusammen mit der Kunstwissenschaftlerin Annette Tietenberg und Ingrid Schmidt-Winkeler, der Nachlassverwalterin Charles Wilp, kuratierte sie 2008 die Ausstellung „Zero G – der Artronaut Charles Wilp“ im Glaskubus der Hochschule für bildende Künste Braunschweig. Begleitend zur Ausstellung fanden zwei Tagungen statt: „Planetarische Perspektiven“ und „Das Raumschiff“.
Von 2015 bis 2020 leitete sie am Institut für Raumfahrtsysteme der Technischen Universität Braunschweig die neu gegründete Arbeitsgruppe Kultur und Raumfahrt. Dort erforschte sie die Ideengeschichte und Philosophie der Raumfahrt seit der Antike und bot dazu Lehrveranstaltungen fachübergreifend für die Fakultät für Maschinenbau und die Fakultät für Geistes- und Erziehungswissenschaften an.
Nachdem sie 2004 den internationalen Kooperationskreis Kultur und Raumfahrt gegründet hatte, ist sie seit 2010 Geschäftsführerin der Gesellschaft für Kultur und Raumfahrt e. V.
2020 übernahm sie zudem die Leitung des Fachausschusses für Raumfahrt und Kultur in der Deutschen Gesellschaft für Luft- und Raumfahrt e. V. (DGLR)
2022 wurde sie Head of the Space Philosophy Laboratory in der Space Renaissance Academy. 2023 wurde sie zur Direktorin der Abteilung Space Philosophy in den Vorstand der Gesellschaft Space Renaissance International (SRI) gewählt. Seit Juni 2024 hat SRI einen auf zunächst drei Jahre befristeten Beobachterstatus beim United Nations Committee for the Peaceful Use of Outer Space (COPUOS) in Wien, und Heuser ist eine ihrer  Delegierten.
Heuser hat zwei Töchter.

## Werk
Bekannt wurde Heuser durch ihre Arbeiten zu Friedrich Wilhelm Joseph Schelling, dessen dynamistische Naturphilosophie sie in Bezug zu den Selbstorganisationsmodellen der modernen Physik setzte. Die Rezensionen und internationalen Bezugnahmen auf ihre Arbeit heben hervor, dass die Naturphilosophie Schellings damit eine neue Lesart erhalten hat. Damit gewann Schellings Naturphilosophie, die im Kontext eines mechanistischen Naturverständnisses vergessen und nicht mehr verstanden wurde, neue Geltung und Aktualität. Ihre Forschungen haben in jüngster Zeit auch in der englischsprachigen Philosophie zu einer Schelling-Renaissance beigetragen. Ihre Entdeckung, dass das Konzept „Selbstorganisation“ vermittelt über die Tradition der schellingianischen Kristallographie in die Begründung der modernen Mathematik und von dort in die moderne Physik gewandert ist, gewinnt dabei zunehmend an Aufmerksamkeit.
Ihre Arbeiten zur Philosophie und den Wissenschaften in der Renaissance, die sie parallel zu ihren Schelling-Studien durchführte, betrafen zum Beispiel frühe Science Fiction wie in Keplers Somnium oder Giordano Brunos virtuelle Raumfahrten in De Immenso. 1991 fand sie, dass Keplers Buch Neujahrsgabe oder vom sechseckigen Schnee, in der die regelmäßige Gestalt von Schneekristallen auf Minimumprinzipien und dichte regelmäßige Kugelpackungen zurückgeführt wird, in dieser Hinsicht und bis in die verwendeten Graphiken hinein wahrscheinlich von Giordano Brunos Geometriekonzept und Minimumlehre beeinflusst wurde.
Für ihre Leistungen erhielt sie 1990 den Forschungspreis NRW. Aktuell arbeitet sie zur Philosophie der Raumfahrt und ihrer geschichtlichen Entwicklung seit der Antike. Die Schwerpunkte ihrer Lehr- und Forschungstätigkeit liegen in der Metaphysik, der Natur- und Wissenschaftsphilosophie, der Kultur- und Technikphilosophie sowie der Ästhetik.

## Auszeichnungen
- „Forschungspreis NRW“, 1990 verliehen durch die Ministerin für Wissenschaft und Forschung des Landes NRW
- Lise-Meitner-Stipendium des Landes NRW
- European Union Intellectual Property Office (EUIPO) am 7. Juli 2022: Würdigung des von ihr geprägten Begriffs „Transterrestrialism“ als ihr geistiges Eigentum und Eintragung als Wortmarke unter der Application Number #018674730[19]
- European Union Intellectual Property Office (EUIPO) am 12. November 2022: Würdigung des von ihr geprägten Begriffs „Space Poetry“ als ihr geistiges Eigentum und Eintragung als Wortmarke unter der „Owner ID number“ 1293645[20]

## Schriften (Auswahl)
- Die Produktivität der Natur. Schellings Naturphilosophie und das neue Paradigma der Selbstorganisation in den Naturwissenschaften. Berlin (Duncker & Humblot) 1986, ISBN 3-428-06079-2.
- Schellings Organismusbegriff und seine Kritik des Mechanismus und Vitalismus. In: Allgemeine Zeitschrift für Philosophie, 14.2, 1989, 17–36.
- Zur Kritik gegenwärtiger Selbstorganisationstheorien. In: Paul Weingartner, Gerhard Schurz (Hrsg.), Philosophy of the Natural Sciences. Proceedings of the 13th International Wittgenstein-Symposium, 14th to 21st August 1988, Kirchberg/Wechsel (Austria). Selected Papers, (= Schriftenreihe der Wittgenstein-Gesellschaft, Vol. 17), Wien (Hölder, Pichler, Tempsky) 1989, 246–249. ISBN 3-209-00861-2.
- Subjektivität als Selbstorganisation. Schellings Transformation des Subjektsbegriffs und sein Einfluß auf erste mathematische Ansätze einer Theorie der Selbstorganisation im 19. Jahrhundert. In: Hans Michael Baumgartner, Wilhelm G. Jacobs (Hrsg.), Philosophie der Subjektivität? Zur Bestimmung des neuzeitlichen Philosophierens, Teil 2 (= Schellingiana 3.2), Stuttgart-Bad Cannstatt (frommann-holzboog) 1993, 431–440. ISBN 978-3-7728-1485-3.
- Wissenschaft und Metaphysik. Überlegungen zu einer allgemeinen Selbstorganisationstheorie. In: W. Krohn, G. Küppers (Hrsg.): Selbstorganisation. Aspekte einer wissenschaftlichen Revolution. Braunschweig/Wiesbaden (Vieweg) 1990, 39–66.
- Georg Cantors transfinite Zahlen und Giordano Brunos Unendlichkeitsidee. In: 'Selbstorganisation. Jahrbuch für Komplexität in den Natur-, Sozial- und Geisteswissenschaften. Herausgegeben von Uwe Niedersen, Bd. 2: Der Mensch in Ordnung und Chaos. Berlin (Duncker & Humblot) 1991, 222–244.
- Schelling’s Concept of Selforganization. In: R. Friedrich, A. Wunderlin (Hrsg.): Evolution of dynamical structures in complex systems. Springer Proceedings in Physics, Berlin/Heidelberg/New York (Springer) 1992, 395–415.
- Keplers Theorie der Selbststrukturierung von Schneeflocken vor dem Hintergrund neuplatonischer Philosophie der Mathematik. In: Selbstorganisation, Bd. 3. Herausgegeben von Uwe Niedersen, Berlin (Duncker & Humblot) 1992, 237–258. ISBN 3-428-07515-3.
- mit Wilhelm G. Jacobs (Hrsg.): Schelling und die Selbstorganisation. Neue Forschungsperspektiven. Duncker & Humblot, Berlin 1994, ISBN 3-428-08066-1.
- Raum, Zeit, Kraft und Mannigfaltigkeit. Kant und die Forschungsmethodologie der Physik des Organischen in Kielmeyers „Rede“. In: K. T. Kanz (Hrsg.): Philosophie des Organischen in der Goethezeit. Studien zu Werk und Wirkung des Naturforschers Carl Friedrich Kielmeyer (1765–1844). Stuttgart (Franz Steiner) 1994, 113–126.
- Antimodernismus und „negative Bevölkerungspolitik“. Der Zusammenhang von „Konservativer Revolution“ und Eugenikbewegung. In: Volker Eickhoff, Ilse Korotin (Hrsg.): Sehnsucht nach Schicksal und Tiefe. Der Geist der Konservativen Revolution. Wien (Picus Verlag) 1995, 55–79.
- Spekulative Konstruktion und mathematische Physik. Kant, Schelling und die Dynamisierung der Geometrie im 19. Jahrhundert. In: Hans-Jörg Sandkühler (Hrsg.): Interaktionen zwischen Philosophie und empirischen Wissenschaften. Frankfurt am Main (Lang) 1995, 135–146.
- Creatio ex zero. Ursprungskonzepte in der Mathematischen Naturphilosophie des 19. Jahrhunderts. In: P. Eisenhardt, D. Kurth, R. Zimmermann (Hrsg.), Initialemergenz und Bedeutung, Frankfurt am Main 1995.
- Dynamisierung des Raumes und Geometrisierung der Kräfte. Schellings, Arnims und Justus Graßmanns Konstruktion der Dimensionen im Hinblick auf Kant und die Möglichkeit einer mathematischen Naturwissenschaft. In: Walther Ch. Zimmerli, Klaus Stein und Michael Gerten (Hrsg.): „Fessellos durch die Systeme“. Frühromantisches Naturdenken im Umfeld von Arnim, Ritter und Schelling. Stuttgart-Bad Cannstatt (frommann-holzboog) 1997, 275–316. ISBN 3-7728-1833-1.
- Mathematik und Zeit im 19. Jahrhundert. In: Antje Gimmler, Mike Sandbothe, Walther Ch. Zimmerli (Hrsg.): Die Wiederentdeckung der Zeit. Reflexionen, Analysen, Konzepte. Darmstadt (Wissenschaftliche Buchgesellschaft) 1997, 95–113.
- mit Frank Sparing (Hrsg.): Erbbiologische Selektion und „Euthanasie“. Psychiatrie in Düsseldorf während des Nationalsozialismus. Klartextverlag, Essen 2001, ISBN 3-89861-041-1.
- Die Ermordung von Patientinnen und Patienten im Rahmen der "Euthanasie"-Aktion T4. In: Wolfgang Gaebel, Joachim Heinlein, Klemens Maas (Hrsg.), Psychiatrie im Wandel der Zeit. 125 Jahre "Grafenberg" – Rheinische Kliniken Düsseldorf – Kliniken der Heinrich-Heine-Universität Düsseldorf, Köln (Rheinland-Verlag) 2001, 106-120. ISBN 3-7927-1847-2.
- Schelling. In: Wulff Rehfus (Hrsg.): Handbuch der Philosophie. Göttingen (Vandenhoeck & Ruprecht), 2003.
- Die Anfänge der Topologie in Mathematik und Naturphilosophie. In: Stephan Günzel (Hrsg.): Topologie. Zur Raumbeschreibung in den Kultur- und Medienwissenschaften. Bielefeld (transcript Verlag) 2007, 183–202.
- Romantik und Gesellschaft. Die ökonomische Theorie der produktiven Kräfte. In: Myriam Gerhard (Hrsg.): Oldenburger Jahrbuch für Philosophie 2007. Oldenburg 2008, 253–277.
- Transterrestrik in der Renaissance: Nikolaus von Kues, Giordano Bruno und Johannes Kepler. In: M. Schetsche, M. Engelbrecht (Hrsg.): Von Menschen und Außerirdischen. Transterrestrische Begegnungen im Spiegel der Kulturwissenschaft. Bielefeld (transcript Verlag) 2008, 55–79. ISBN 978-3-8394-0855-1
- Russischer Kosmismus und extraterrestrischer Suprematismus. In: Annette Tietenberg, Tristan Weddigen (Hrsg.): Planetarische Perspektiven. Bilder der Raumfahrt. (Kritische Berichte Jg. 37, H. 3, 2009), Marburg 2009, 62–75.
- The Significance of „Naturphilosophie“ for Justus und Hermann Grassmann. In: Hans-Joachim Petsche (Hrsg.): From Past to Future: Graßmann’s Work in Context. Basel / Boston / Berlin (Birkhäuser) 2011, 49–60.
- Friedrich Wilhelm Joseph Schelling. In: Wulff D. Rehfus (Hrsg.): Geschichte der Philosophie I–IV. Göttingen/Bristol i. USA (Vandenhoeck & Ruprecht UTB) 2012, 121–129. ISBN 978-3-8252-3680-9.
- Autopoiese und Synergetik. Konzepte der Selbstorganisation. In: Tatjana Petzer / Stephan Steiner (Hrsg.), Synergie. Kultur- und Wissensgeschichte einer Denkfigur. Paderborn (Wilhelm Fink) 2016, 149–166. ISBN 978-3-7705-5896-4
- Raumontologie und Raumfahrt um 1600 und um 1900. Tübingen 2016: hier.
- Space Philosophy. Schelling and the Mathematicians of the 19th Century. In: Angelaki. Journal of the Theoretical Humanities, vol. 21, Number 4, December 2016, Routledge/London; doi:10.1080/0969725X.2016.1229417
- Return to the Moon. In: Earth System Knowledge Platform [www.eskp.de], Volume 6. 15th July 2019, DOI:10.2312/eskp.015
- Rückkehr zum Mond. In: Wissensplattform Erde und Umwelt, 6. Jg., 19. Juli 2019,
- Husserls Phänomenologie des Fliegens. In: Jan Röhnert (Hrsg.): Die Phänomenologie der Flugreise. Wahrnehmung und Darstellung des Fliegens in Literatur, Film, Philosophie und Populärkultur. Köln (Böhlau) 2020, 45–58. ISBN 978-3-412-50084-9.
- Herausgeberin des Schwerpunkts: ‚Der Mensch ist nicht nur für die Erde da‘. Schellings Philosophie des Weltraums. In: Schelling-Studien, Bd. 8, 2020, Freiburg/München (Verlag Karl Alber), 155–226. ISBN 978-3-495-46608-7
- Zusammen mit Lore Hühn: ‚Der Mensch ist nicht nur für die Erde da‘. Zur Einführung in den Schwerpunkt. In: Schelling-Studien, Bd. 8, 2020, Freiburg/München (Verlag Karl Alber), 157–160. ISBN 978-3-495-46608-7
- Zur Philosophie der Raumfahrt von Günther Anders. Zwischen kopernikanischer Wende und Wiederverwurzelung. In: Dierk Spreen / Bernd Flessner (Hrsg.): Die Raumfahrt der Gesellschaft. Wirtschaft und Kultur im New Space Age. Bielefeld (transcript) 2021, 241–265. ISBN 978-3-8376-5762-3.
- Space Culture and Space Philosophy. In: IAC 2022 congress proceedings, 73rd International Astronautical Congress (IAC), Paris, France 2022.[21]
- Zusammen mit Adriano Autino u. a.: A SRI position paper on the key critical issues toward 2030, 2024, ISBN 979-8879814286.[22]
- Zusammen mit Frank White u. a.: Space 4 All, Space 4 Peace, a Space 18th SDG for the 2030 U.N. Agenda. In: 75rd International Astronautical Congress (IAC), Milano, Italy 2024.[23]